# Sehore (huyện)
Huyện Sehore là một huyện thuộc bang Madhya Pradesh, Ấn Độ. Thủ phủ huyện Sehore đóng ở Sehore. Huyện Sehore có diện tích 6578 ki lô mét vuông. Đến thời điểm năm 2001, huyện Sehore có dân số 1078769 người.